# 西藏藏语卫视
西藏电视台藏语卫星频道，正式名称西藏广播电视台综合频道（藏语）。是中国西藏广播电视台的电视第一套节目，主要以藏语卫藏方言播音，部分节目（如《康巴语新闻》）采用藏语康巴方言播音。

## 简介
1978年西藏电视台试播后，即开始制作藏语译制节目。1985年8月20日，西藏电视台正式开播，当时藏汉语电视节目在一个频道播出。1990年10月，西藏电视台第一套节目和四川电视台第一套节目（今四川卫视）使用同一频道在东方红二号卫星上分时段播出（俗称“川藏台”），后于1994年1月1日起分频播出。
1999年10月1日，西藏电视台藏汉双语分频播出，藏语卫星频道正式开播。2007年10月1日，西藏藏语卫视实现24小时播出。藏语卫视办有六档新闻节目，十三档社教、综艺、服务类栏目，同时还播出大量的专题片、纪录片、科教片等。
除中国国内藏区外，该频道同时在尼泊尔、印度等国的藏人聚居区落地播出，并具有一定收视规模。